# Jesper Klein
Pour les articles homonymes, voir Klein.
Jesper Klein, né le 13 novembre 1944 à Næstved et mort le 22 août 2011 à Frederiksberg, est un acteur danois.
Il a joué dans plus de quatre-vingt films et est une grande figure du paysage cinématographique danois.

## Filmographie partielle

### Au cinéma
- 1969 : Ballade pour Carl-Hennig
- 1968 : Le Joujou chéri (Det kære legetøj)
- 1971 : Bennys badekar de Jannik Hastrup et Flemming Quist Møller (film d'animation)
- 1983 : Skønheden og udyret (Beauty and the Beast)
- 1984 : Le Secret de Moby Dick (Samson og Sally, film d'animation)
- 1986 : Valhalla (film d'animation)
- 1993 : Jungle Jack (film d'animation)

### À la télévision
- 2003 : Jungledyret Hugo (série télévisée d'animation, 13 épisodes)